# Jill Hennessy
Jillian Noel "Jill" Hennessy (Edmonton, Alberta; 25 de noviembre de 1968) es una actriz de cine, cantante y exmodelo canadiense, más conocida por haber interpretado a Jordan Cavanaugh en la serie Crossing Jordan.

## Biografía
Es hija de John Hennessy y de Maxine; tiene un hermano menor John Paul "J.P." Hennessy, Jr. y una hermana gemela Jacqueline Hennessy. Su padre tiene orígenes italianos, franceses, suecos e irlandeses. Y su madre de etnia gitana de Ucrania y Austria. Hennessy fue criada por su abuela Eleanor Hennessy, después de que su madre los abandonara cuando eran jóvenes.
Graduada en el Grand River Collegiate de Kitchner, de Ontario. Habla italiano, inglés, español, francés y alemán.

## Carrera
En 1993 se unió al elenco principal de la exitosa serie de televisión estadounidense Law & Order, donde interpretó a la asistente del fiscal Claire Kincaid hasta 1996. En 1996 también interpretó a Kincaid en un episodio de la serie Homicide: Life on the Street. Ese mismo año participó en Robocop 3 como la doctora Marie Lazarus.
En 2000, tuvo una interesante y creíble interpretación como la secretaria jurista Elsie Douglas en el film  Núremberg junto a Alec Baldwin como el fiscal Robert H. Jackson.
En 2001 se unió al elenco principal de la serie Crossing Jordan, donde interpretó a la pasional médica forense Jordan Cavanaugh hasta el final de la serie en 2007. Entre 2004 y 2006, Hennessy apareció como invitada en la serie Las Vegas, donde volvió a interpretar a la doctora Cavanaugh. El 9 de junio de 2007, Hennessy recibió una estrella en el paseo de la fama de Canadá.
En 2013 se unió al elenco principal de la nueva serie francesa Jo, donde interpretó a la hermana Karyn; la serie se emite a través del canal digital de pago Fox.
Hennessy es además cantautora de música country y ha publicado varios singles.

## Filmografía

### Películas
- The Road to Galena (2022) de Joe Hall.
- Levantarse y Caer (2019) de Matt Ratner.
- Crypto (2019) de John Stalberg Jr..
- Lost in Time (2018) de Katherine Brooks.
- Don't Sleep (2017) de Rick Bieber.
- Si yo Tuviera Alas (2013) de Allan Harmon.
- El Jinete del Amanecer (2012) de Terry Miles.
- Sunshine Sketches of a Little Town (2012) de Don McBrearty.
- Roadie (2011) de Michael Cuesta.
- La Melodía del Asesino (2010) de Ed Gass-Donnelly.
- Aprender a Vivir (2008) de Derick Martini.
- Game of Life (2007) de Joseph Merhi.
- Cerdos Salvajes: Con un Par... de Ruedas (2007) de Walt Becker.
- Pipe Dream (2002) de John Walsh.
- Love in the Time of Money (2002) de Peter Mattei.
- Herida Abierta (2001) de Andrzej Bartkowiak.
- Otoño en Nueva York (Autumn in New York) (2000) de Joan Chen.
- The Acting Class (2000) de Jill Hennessy y Elizabeth Holder.
- Row Your Boat (2000) de Sollace Mitchell.
- Komodo (1999) de Michael Lantieri.
- Molly (1999) de John Duigan.
- Chutney Popcorn (1999) de Nisha Ganatra.
- Two Ninas (1999) de Neil Turitz.
- The Florentine (1999) de Nick Stagliano.
- Dead Broke (1999) de Edward Vilga.
- Most Wanted (1997) de David Hogan.
- A Smile Like Yours (1997) de Keith Samples.
- Kiss & Tell (1996) de Jordan Alan.
- Yo disparé a Andy Warhol (1996) de Mary Harron.
- The Paper (1994) de Ron Howard.
- Trip nach Tunis (1993) de Peter Goedel.
- RoboCop 3 (1993) de Fred Dekker.
- Dead Ringers (1988) de David Cronenberg.

### Series
- City on a Hill (2019-2022).
- Crawford (2018).
- Fuego abierto (2017).
- Madam Secretary (2015-2016).
- Jo (2013).
- Luck (2011-2012).
- Crossing Jordan (2001-2007)
- Los Juicios de Nuremberg (2000) (miniserie)
- Law & Order (1993-1996)

## Premios y nominaciones
| Año  | Categoría                                                              | Premio                    | Película/Serie                            | Resultado |
| ---- | ---------------------------------------------------------------------- | ------------------------- | ----------------------------------------- | --------- |
| 2013 | Best Performance by an Actress in a Leading Role in a Mini-Series      | Canadian Screen Award     | Sunshine Sketches of a Little Town        | Nominada  |
| 2012 | Best Supporting Actress in a Canadian Film                             | VFCC Award                | Small Town Murder Songs                   | Nominada  |
| 2007 | Outstanding Female Lead in a Drama Series                              | Gracie Allen Award        | Crossing Jordan                           | Ganadora  |
| 2002 | Best Performance by an Actress in a Supporting Role in a Miniseries    | Golden Satellite Award    | Jackie, Ethel, Joan: The Women of Camelot | Nominada  |
| 2001 | Best Performance by an Actress in a Motion Picture Made for Television | Golden Satellite Award    | Núremberg                                 | Ganadora  |
| 1997 | Outstanding Performance by an Ensemble in a Drama Series               | Screen Actors Guild Award | Law & Order                               | Nominados |
| 1996 | Outstanding Performance by an Ensemble in a Drama Series               | Screen Actors Guild Award | Law & Order                               | Nominados |
| 1995 | Outstanding Performance by an Ensemble in a Drama Series               | Screen Actors Guild Award | Law & Order                               | Nominados |